# 12次列车
《12次列车》（英語：The twelfth train）或称第12次列车，是1960年上映于中国大陆的故事片，导演郝光、张岚，主演刘秀杰、李明启、张英敏、金兰英、陈秀英。

## 剧情
1959年7月，一列由沈阳开往北京方向的12次列车，在途中遇到突然暴发的山洪，列车被迫后退至辽宁省绥中县前卫至高岭之间。由于沿线通讯设施均被洪水破坏，导致联系中断。最终，在大家的努力下战胜了洪水，列车成功到达北京站。

## 原型

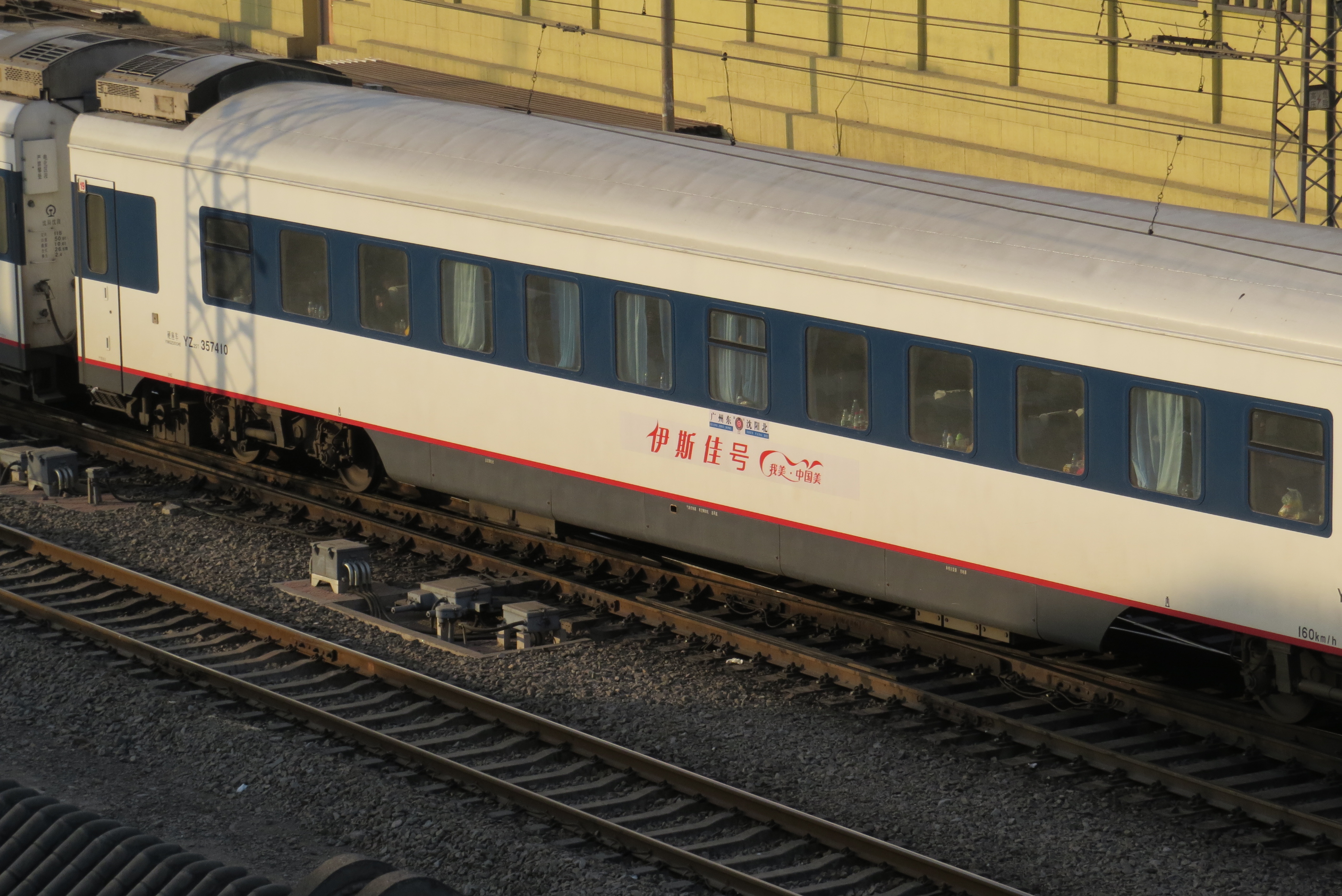
该片所涉及的列车现已改为直达特快列车（摄于2014年12月）

该片改编自同名话剧，话剧则是来源于真实故事，由八一电影制片厂制作，中国铁路文艺工作团演出。而事发时所在的列车车次经过50多年的变化，成为了今天沈阳北站到广州站之间的Z12/13、Z14/11次列车。